# Rode (Frieda)
Die Rode ist ein  rechtsseitiger bzw. nördlicher Zufluss der Frieda im Landkreis Eichsfeld in Nordwestthüringen (Deutschland). Am Oberlauf  bei Wiesenfeld wird sie auch Wiesenbach genannt.

## Verlauf
Die Rode entspringt in mehreren Quellarmen bei Schwobfeld im Obereichsfeld und im Naturpark Eichsfeld-Hainich-Werratal. In südöstlicher Fließrichtung tangiert sie den südlichen Ortsrand von Rüstungen, ändert dann ihre Richtung nach Südwesten. Nachdem sie bei Wiesenfeld den Hesselbach aufgenommen hat, fließt sie wieder in südöstlicher Richtung durch Sickerode bis zur Mündung in die Frieda nördlich von Großtöpfer, einem Ortsteil von Geismar.   
Zusammen mit der ungefähr 300 m flussaufwärts mündenden Rosoppe bilden sie den nördlichen Fächer des Friedaeinzugsgebietes. Beide Flüsse entwässern und prägen die Landschaft des Rosoppe-Frieda-Hügellandes innerhalb des Südeichsfeldes.

## Zuflüsse
Folgende Bäche fließen der Rode zu:
- namenloser Bach (li), vom Lehna kommend
- Hesselbach (re), mündet bei Wiesenfeld
- Hühnerbach (re), von Volkerode kommend
- Erdenbach (re), mündet in Sickerode in die Rode.

## Geologie
Das Quellgebiet befindet sich am Rand der Obereichsfelder Muschelkalkplatte zwischen dem Rachelsberg (523,2 m) und dem Höheberg. Der gesamte Flusslauf liegt im nordwestlichen Teil der Eichenberg–Gotha–Saalfelder Störungszone. Das Tal der Rode trennt ab Rüstungen den Misseröder Kalkrücken in Osten von der Buntsandsteinabdachung der Gobert im Westen.

## Wassermühlen
An der Rode wurden früher zahlreiche Wassermühlen betrieben:
- Atzmühle südlich von Rüstungen
- Lichtmühle bei Wiesenfeld
- Spitz-, Ober- und Thormühle in Sickerode.

## Namensherkunft
Rode bezeichnet eigentlich Land, welches gerodet wurde. Der Flusslauf bei Wiesenfeld wird 1610 erstmals als Wiesenbach (oder Wisentbach) erwähnt und bezeichnet im mittelhochdeutschen vermutlich einen Bach, wo Wisente (oder Bisonochsen) zur Tränke kamen. Alternativ könnte der Name als Rückbildung aus dem Ortsnamen Sickerode entstanden sein.